# Wanda von Sacher-Masoch

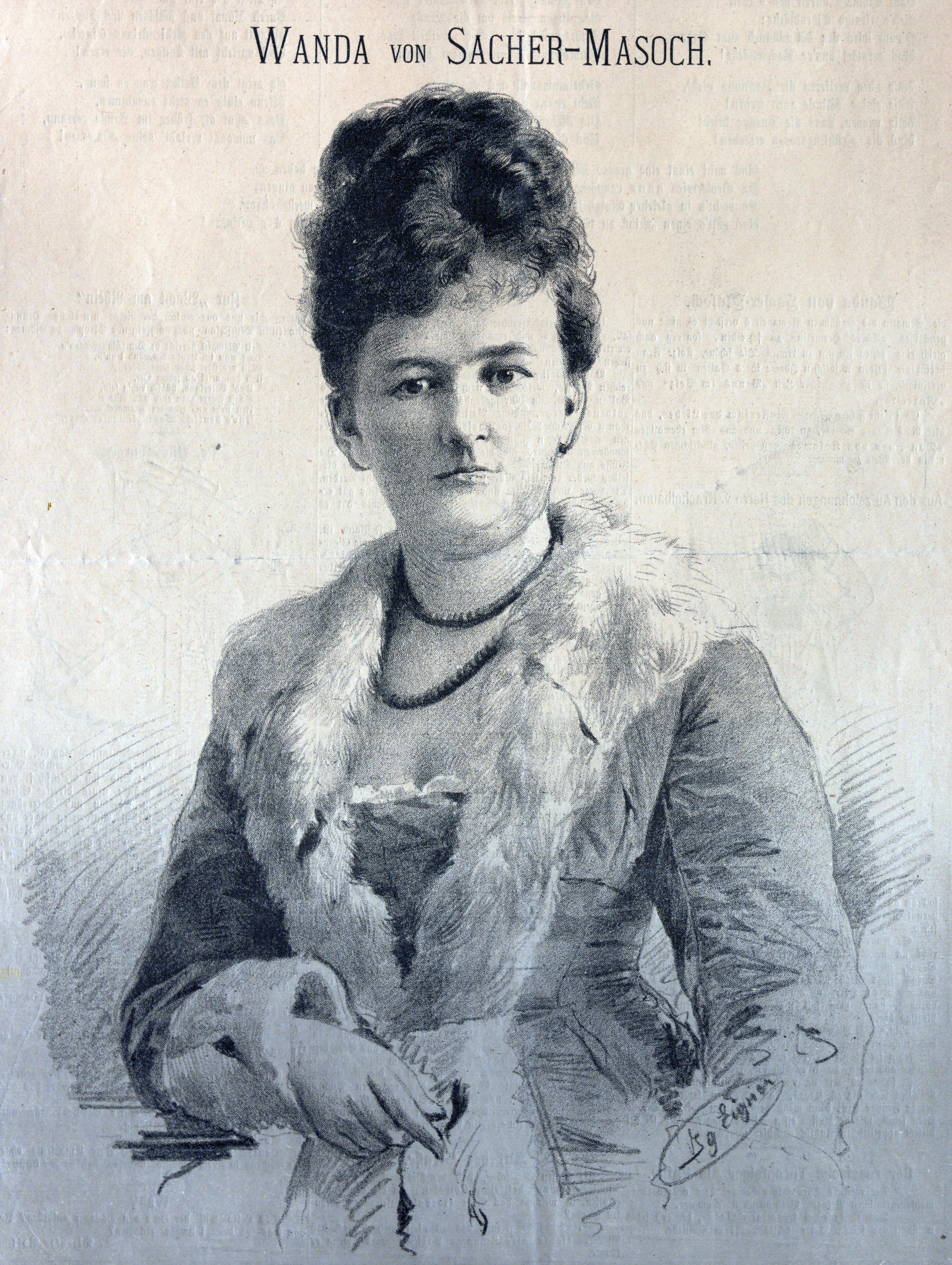
Wanda von Sacher-Masoch in der Satirezeitung Die Bombe (1879)

Wanda von Sacher-Masoch (* 14. März 1845 in Graz als Angelika Aurora Rümelin; † vermutlich Frühjahr 1917 in Paris; Pseudonyme Wanda von Dunajew, D. Dolorès, K. v. Medhurst) war eine österreichische Schriftstellerin und Übersetzerin.

## Leben

### Kindheit und Jugend
Angelika Rümelin wuchs als Tochter Marie Rümelins (geb. Schuber) und des aus einem alten württembergischem Geschlecht stammenden Beamten Wilhelm Rümelin in Graz auf. Als sie fünfzehn Jahre alt war, trennten sich ihre Eltern und sie geriet in Armut. Sie bestritt ihren Lebensunterhalt nach Absolvierung einer Nähschule durch die Annahme von Wäscherei- und Näharbeiten sowie durch den Verkauf von Tabak und Soda.

### Lebenspartner und Kinder
Ein intensiver Briefwechsel mit dem damals bereits angesehenen Schriftsteller Leopold von Sacher-Masoch, den sie 1871 unter dem Pseudonym Wanda von Dunajew (nach der Protagonistin in Sacher-Masochs Roman Venus im Pelz) begann, mündete schließlich 1873 in der Ehe. Die Beziehung, aus der drei Kinder hervorgingen, war schwierig und wurde durch die prekären finanziellen Verhältnisse sowie die häufigen Wechsel des Wohnorts (Bruck an der Mur, Budapest, Graz, Leipzig und Wien) zusätzlich belastet. Die Sacher-Masochs trennten sich 1883 und wurden 1886 geschieden. Wanda von Sacher-Masoch lebte von 1882 bis 1888 mit ihrem Geliebten Armand bzw. Jacques Saint-Cère (d. i. Armand Rosenthal, 1855–1898) in Frankreich, danach einige Jahre in La Neuveville (Schweiz, von Sommer 1893 bis Sommer 1894) und an wechselnden Adressen in Paris.

### Laufbahn als Schriftstellerin und Übersetzerin
Wanda von Sacher-Masoch hatte bereits vor Erscheinen ihrer ersten selbständigen Publikation Der Roman einer tugendhaften Frau. Ein Gegenstück zur ‚geschiedenen Frau‘ von Sacher-Masoch (1873) erste kleinere Feuilletons und Kurzgeschichten in Zeitschriften wie dem „Neue[n] Pester Journal“, „Auf der Höhe. International Revue“ oder in den „Belletristischen Blättern“ Leopold von Sacher-Masochs veröffentlicht. 14 ihrer insgesamt 35 Kurzgeschichten waren in Zeitschriften erschienen. Wie an den Titeln einiger weiterer Publikationen (Echter Hermelin. Geschichten aus der vornehmen Welt, 1879; Die Damen im Pelz, 1881) zu erkennen ist, nahm sie immer wieder auf die Werke ihres Ehemanns Bezug, von denen sie nach ihrer Scheidung einige ins Französische übersetzte. Ihre Memoiren erreichten mehrere Auflagen und wurden ins Bulgarische, Englische, Französische, Italienische, Spanische und Russische übersetzt. Auf Carl Felix von Schlichtegrolls harsche Kritik an diesen reagierte sie mit dem Nachtrag Masochismus und Masochisten (1908).
Für die Zeit nach 1909 liegen bislang keine gesicherten Informationen vor.

## Werke

### Belletristik
- Der Roman einer tugendhaften Frau – Ein Gegenstück zur „geschiedenen Frau“ von Sacher-Masoch. Bohemia, Prag 1873. (Digitalisat)
- Echter Hermelin. Geschichten aus der vornehmen Welt. Frobeen, Bern 1879.
- Die Damen im Pelz. Geschichten. E. L. Morgenstern, Leipzig 1881.
- Meine Lebensbeichte. Memoiren. Schuster & Loeffler, Berlin/Leipzig 1906, Volltext online im Projekt Gutenberg und auch online – Internet Archive
- Masochismus und Masochisten. Nachtrag zur Lebensbeichte. Hermann Seemann, Berlin/Leipzig [1908]
- Meine Lebensbeichte. Memoiren und Masochismus und Masochisten. Nachtrag zur Lebensbeichte. Wien: Praesens 2020 (= biografiA. Neue Ergebnisse der Frauenbiografieforschung 24 / Hrsg. Wulfhard Stahl). ISBN 978-3-7069-1009-5.

### Übersetzungen

#### Aus dem Französischen
- Georges Ohnet: Das Recht des Kindes. Roman in zwei Bänden (1894).

#### Ins Französische
- Leopold von Sacher-Masoch: L’Amour cruel à travers les ages. La czarine noire et autres contes sur la flagellation (Paris: Charles Carrington 1907, neun Kurzgeschichten)
- Leopold von Sacher-Masoch: L’Amour cruel à travers les ages. La pantoufle de Sapho et autres contes (Paris: Charles Carrington 1907, neun Kurzgeschichten)
- Leopold von Sacher-Masoch: La jalousie d’une impératrice (Paris: Charles Carrington 1908, vier Novellen)